# USS Reuben James (DE-153)
«Рубен Джеймс» (англ. USS Reuben James (DE-153) — військовий корабель, ескортний міноносець класу «Баклі» військово-морських сил США за часів Другої світової війни.
«Рубен Джеймс» був закладений 7 вересня 1942 року на верфі Norfolk Naval Shipyard у Портсмуті, Вірджинія, де 6 лютого 1943 року корабель був спущений на воду. 1 квітня 1943 року він увійшов до складу ВМС США.

## Історія
Після введення до строю ескортний міноносець спочатку базувався у Маямі, штат Флорида, звідсіля він здійснював протичовнове патрулювання та проводив навчання щодо супроводу конвоїв та протичовнової війни. У березні 1944 року «Рубен Джеймс» перевели до Норфолка, штат Вірджинія. У червні 1944 року він супроводжував конвой з Нью-Йорка до Норфолка. У період з 13 липня по 7 листопада 1944 року «Рубен Джеймс» успішно супроводжував два конвої до Середземного моря, повертаючись із західними конвоями. Під час першого бойового походу корабля на схід дев'ять німецьких бомбардувальників атакували транспортний конвой біля Алжиру 1 серпня 1944 року. «Рубен Джеймс» збив один ворожий бомбардувальник Ju 88. 7 листопада 1944 року корабель повернувся до Бостона, де приєднався до операції протичовнової групи в Північній Атлантиці.
19 квітня 1945 року, діючи південно-східніше Галіфаксу, американські ескортні есмінці «Рубен Джеймс» та «Баклі» потопили глибинними бомбами німецький підводний човен U-548.
4 липня 1945 року корабель прибув до Х'юстона, штат Техас, де його переобладнали на корабель радіолокаційного спостереження; роботи з модернізації тривали до 25 листопада 1945 року. Після цього діяв в Атлантиці та Карибському морі. 11 жовтня 1947 року ескортний міноносець виведений зі складу ВМС до резерву. Він залишався в резерві Атлантичного флоту, поки 30 червня 1968 року не був виключений зі списку ВМС. 1 березня 1971 року був потоплений як мішень.